# Междуреченск (Коми)
Междуре́ченск — посёлок городского типа в Удорском районе республики Коми. Административный центр городского поселения Междуреченск.
В декабре 1967 года было подписано Соглашение между правительствами СССР и Народной Республики Болгарии о сотрудничестве в заготовке леса на территории СССР для нужд народного хозяйства НРБ. Через два месяца в Удорском районе высадился отряд болгарских строителей, которые начали создавать в суровых северных условиях первое из трёх запланированных лесозаготовительных предприятий и жилой поселок. Через 8 лет в тайге появились три больших поселка — Усогорск, Благоево и Междуреченск. Дополнительно в 1982 году был построен посёлок Верхнемезенск.
После 1994 года, когда договор с Болгарией был расторгнут, болгары вынуждены были вернуться на родину. Небольшое количество болгар однако осталось, в частности те, кто обзавелись семьями. .
Население 1168 человек (2017).
Статус посёлка городского типа — с 1975 года.
| 3030 |

| 1989  | 2002  | 2009  | 2010  | 2012  | 2013  | 2014  |
| ----- | ----- | ----- | ----- | ----- | ----- | ----- |
| 3273  | ↘1951 | ↘1787 | ↘1418 | ↘1351 | ↘1291 | ↘1226 |
| 2015  | 2016  | 2017  | 2018  | 2019  | 2020  | 2021  |
| ↘1208 | ↘1184 | ↘1168 | ↗1173 | ↘1125 | ↘1121 | ↘1067 |
| 2024  |       |       |       |       |       |       |
| ↘994  |       |       |       |       |       |       |